# Козаки правлять країною
«Козаки правлять країною» — навчальний воркбук про історію українського козацтва, головним героєм якої є гетьман Іван Мазепа. Книга побачила світ у видавництві Discursus за підтримки Українського культурного фонду авторів Ліни Максимук, Ірини Голодюк, Марини Старик та Наталії Соболевської. Книга є частиною серії з трьох видань про епоху козацтва. Переможець премії «Bookforum Best Book Award» 2021 року в номінації «Література для дітей від 7 до 12 років».

## Загальні дані
Бібліографічні дані:
| Сокирко Олексій, Голодюк Ірина, Максимук Ліна, Старик Марина, Соболевська Наталія. Козаки правлять країною; ілюстр. Наталії Кудляк. Івано-Франківськ: Дискурсус, 2021. 80 с. ISBN 978-617-7411-70-2 |
Книга складається з 17-ти розділів: Герб, Батурин, Канцелярія, Скоропис, Нарада в гетьмана, Будівництво, Візерунки, Одяг, Палац, Бенкет, Торбан, Портрет, Ґудзики й золота нитка, Гетьманські новини, Козацький скарб, Мій козацький портрет та Грамота.
Книжка в якій головним героєм стає гетьман Іван Мазепа — європейський аристократ та знавець різних мистецтв та іноземних мов, цікава читачами заплутаними лабіринтами та жаданими дітьми наліпками й веселим коміксом про захований скарб часів Мазепи. Автори книги пропонують скласти, наприклад, макет Батуринської фортеці або створити власний герб, портрет чи виготовити свою печатку.
- Вік читачів книги: 6-12 років, а також дорослі
- Мова: українська
- Формат: інтерактивна книга, 17 розділів
- Консультант з історії Олексій Сокирко
- Консультант з барокової музики Тарас Компаніченко
- Ілюстрації книжки Наталія Кудляк

## Освітня та соціальна роль
Інтерактивну книгу, розроблену чималим авторським колективом, можна використовувати в освітньому процесі в закладах освіти, особливо при вивченні вітчизняної історії періоду Гетьманщини. При цьому педагоги можуть організовувати індивідуальну чи групову форми навчальної діяльності. Виконання завдань у воркбуку супроводжуються історичними, методичними та психологічними коментарями.

## Нагороди та визнання
- 2021: переможець премії «Найкраща книга Форуму видавців» у номінації «Література для дітей від 7 до 12 років»[3];
- 2021: довгий список найкращих дитячих та підліткових книжок за версією Простір української дитячої книги «БараБука»[4];
- 2021: входить до ТОП10 «Топ БараБуки»: найкращі родинні видання[5].